# Temptation Island (nona edizione)
La nona edizione del reality show Temptation Island è andata in onda in prima serata su Canale 5 dal 16 settembre al 20 ottobre 2020 per sei puntate con la conduzione di Alessia Marcuzzi, che l'anno precedente aveva condotto la seconda edizione di Temptation Island VIP. Le prime cinque puntate sono andate in onda di mercoledì, mentre la sesta ed ultima puntata di martedì. La scelta di condurre la versione classica è stata decisa per non essere confusa con la quinta edizione del Grande Fratello VIP, con la conduzione di Alfonso Signorini.
Le puntate sono state registrate presso l'Is Morus Relais. La sigla del programma è una versione ridotta della canzone Love the Way You Lie di Eminem e Rihanna.
È stata la seconda edizione consecutiva ad essere trasmessa nel 2020 a due mesi di distanza dal termine dell'settima edizione, condotta da Filippo Bisciglia.

## Le coppie
Le coppie che partecipano sono:
     La coppia ha deciso di uscire insieme / La coppia è ancora insieme.
     La coppia ha deciso di uscire separati / La coppia si separa dopo il programma.
     La coppia è stata espulsa.
     Il fidanzato / la fidanzata richiede il falò di confronto immediato e anticipato
     La coppia partecipa al falò di confronto finale al termine dei 21 giorni.
| Coppia | Coppia              | Relazione                    | Decisione al Falò di confronto | Decisione al Falò di confronto straordinario | Dopo Temptation Island | Note    |
| n°     | Partecipanti        | Relazione                    | Decisione al Falò di confronto | Decisione al Falò di confronto straordinario | Dopo Temptation Island | Note    |
| ------ | ------------------- | ---------------------------- | ------------------------------ | -------------------------------------------- | ---------------------- | ------- |
| 1      | Nello Sorrentino    | fidanzati da 6 anni e mezzo  | Insieme                        | Non partecipanti                             | Insieme                | [ N 1 ] |
| 1      | Carlotta Dell'Isola | fidanzati da 6 anni e mezzo  | Insieme                        | Non partecipanti                             | Insieme                | [ N 1 ] |
| 2      | Antonio Giungo      | fidanzati da 1 anno e 9 mesi | Insieme                        | Non partecipanti                             | Separati               | [ N 2 ] |
| 2      | Nadia Chahar        | fidanzati da 1 anno e 9 mesi | Insieme                        | Non partecipanti                             | Separati               | [ N 2 ] |
| 3      | Amedeo Bianconi     | fidanzati da 11 anni         | Insieme                        | Non partecipanti                             | Insieme                | N.D.    |
| 3      | Sofia Nesci         | fidanzati da 11 anni         | Insieme                        | Non partecipanti                             | Insieme                | N.D.    |
| 4      | Alberto Maritato    | fidanzati da 16 anni         | Separati                       | Non partecipanti                             | Insieme                | [ N 3 ] |
| 4      | Speranza Capasso    | fidanzati da 16 anni         | Separati                       | Non partecipanti                             | Insieme                | [ N 3 ] |
| 5      | Gennaro Mauro       | fidanzati da 6 anni          | Separati                       | Separati                                     | Separati               | N.D.    |
| 5      | Anna Ascione        | fidanzati da 6 anni          | Separati                       | Separati                                     | Separati               | N.D.    |
| 6      | Davide Varriale     | fidanzati da 2 anni e 8 mesi | Insieme                        | Non partecipanti                             | Insieme                | N.D.    |
| 6      | Serena Spena        | fidanzati da 2 anni e 8 mesi | Insieme                        | Non partecipanti                             | Insieme                | N.D.    |
| 7      | Salvo Santarsiero   | fidanzati da 5 anni          | Insieme                        | Non partecipanti                             | Insieme                | N.D.    |
| 7      | Francesca Merra     | fidanzati da 5 anni          | Insieme                        | Non partecipanti                             | Insieme                | N.D.    |

## Tentatrici
L'età delle tentatrici si riferisce al momento dell'arrivo sull'isola delle tentazioni.
Le tentatrici che hanno partecipato a questa edizione sono 11:
| Tentatrici          | Età     | Professione                                   | Nazionalità  |
| ------------------- | ------- | --------------------------------------------- | ------------ |
| Adelaide Gilbo      | 29 anni | Visual merchandising                          | Italia       |
| Benedetta Armellin  | 21 anni | Modella, studentessa                          | Italia       |
| Eleonora Garrioli   | 22 anni | Studentessa                                   | Italia       |
| Emanuela Stella     | 36 anni | Receptionist                                  | Italia       |
| Ester Giordano      | 30 anni | Assistente di direzione di una multinazionale | Italia       |
| Giada Papetti       | 34 anni | Fisioterapista                                | Italia       |
| Ginevra Bresciani   | 21 anni | Operatrice del benessere                      | Italia       |
| Giovanna Gentile    | 25 anni | Personal trainer, insegnante di ballo         | Italia       |
| Yulia Bruschi       | 21 anni | Network marketing                             | Italia/ Cuba |
| Nunzia Taglialatela | 30 anni | Addetta alle vendite                          | Italia       |
| Vanessa Piazza      | 30 anni | Barlady                                       | Italia       |

## Tentatori
L'età dei tentatori si riferisce al momento dell'arrivo sull'isola delle tentazioni.
I tentatori che hanno partecipato a questa edizione sono 10:
| Tentatore                | Età     | Professione             | Nazionalità |
| ------------------------ | ------- | ----------------------- | ----------- |
| Alberto Cafarchia        | 31 anni | Agente di commercio     | Italia      |
| Antonio Smorto           | 25 anni | Cestista, studente      | Italia      |
| Ettore Radaelli          | 25 anni | Modello, perito chimico | Italia      |
| Filippo Giraldini        | 31 anni | Chef                    | Italia      |
| Gianluca Irpino          | 31 anni | Studente                | Italia      |
| Mario Alfano             | 25 anni | Imprenditore            | Italia      |
| Michael Andreotti        | 35 anni | Personal trainer        | Italia      |
| Roberto La Torre         | 30 anni | Tecnico                 | Italia      |
| Stefano Quartullo        | 30 anni | Imprenditore            | Italia      |
| Stefano "Steve" Tomadini | 23 anni | Bar tender              | Italia      |

## Ascolti
| Puntata | Messa in onda     | Telespettatori | Share  | Fonte |
| ------- | ----------------- | -------------- | ------ | ----- |
| 1       | 16 settembre 2020 | 2 958 000      | 18,78% | [ 1 ] |
| 2       | 23 settembre 2020 | 3 036 000      | 17,85% | [ 2 ] |
| 3       | 30 settembre 2020 | 2 951 000      | 16,96% | [ 3 ] |
| 4       | 7 ottobre 2020    | 3 202 000      | 16,92% | [ 4 ] |
| 5       | 14 ottobre 2020   | 3 445 000      | 18,09% | [ 5 ] |
| 6       | 20 ottobre 2020   | 3 504 000      | 20,98% | [ 6 ] |
| Media   | Media             | 3 183 000      | 18,26% |       |